# Železniční trať Královec–Žacléř
Železniční trať Královec–Žacléř je jednokolejná železniční trať. Trať vede z Královce do Žacléře.
Trať byla kategorizována jako regionální dráha. Později byla změněna kategorie trati na místní dráhu ve vlastnictví společnosti TMŽ, je od srpna 2023 provozovatelem dráhy společnost Railway Capital.

## Historie

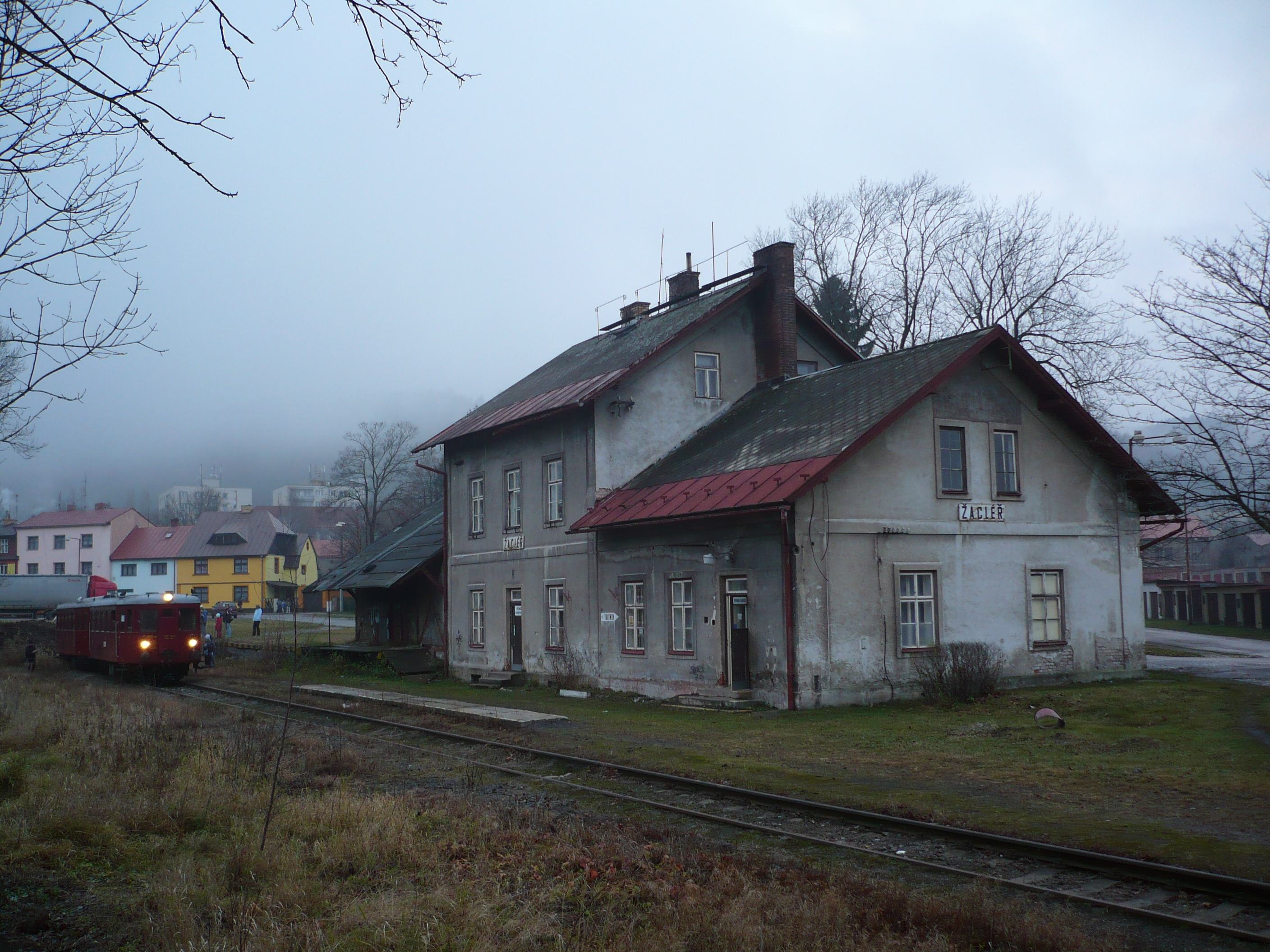
Kolejiště v koncové stanici Žacléř bylo zredukováno na jedinou kusou kolej.

Roku 1882 Rakouská společnost místních drah (ÖLEG) postavila krátkou odbočku z Královce do Žacléře, kde do roku 1886 i provozovala dopravu. Tento úsek byl postaven v souvislosti se stavební horečkou ve výstavbě místních drah, ke které došlo po přijetí příslušných zákonů o technických úlevách a státní podpoře ve výstavbě těchto tratí. Roku 1886 převzala provoz na trati přímo SNDVB, vlastníkem však zůstávala ÖLEG, která byla roku 1894 zestátněna i s touto tratí, na níž převzaly provoz Císařsko-královské státní dráhy (k.k. StB).

### Po roce 1945
K velkým změnám začalo docházet až po roce 1989. Nejdříve byla roku 1992 zastavena těžba v dole Jan Šverma, ke kterému odbočovala vlečka v Lamperticích.
SŽDC v roce 2010 požádala o zrušení úseku Královec – Žacléř. 17. prosince 2010 (doručeno 22. prosince) však požádala o přerušení tohoto řízení, protože se objevili čtyři zájemci o převzetí a provozování dráhy: Gemec-Union a. s., NOR a. s., MBM místní dráha Mladá Boleslav – Mělník s. r. o. a České vysoké učení technické v Praze. SŽDC proto hodlalo zahájit standardní výběrové řízení o prodeji tohoto úseku dráhy.
V prosinci 2022 (smlouva je datovaná 5. prosince a zveřejněna byla 7. prosince) Správa železnic prodala trať Královec – Žacléř za 2,4 milionu Kč společnosti TMŽ s.r.o., která patří Martinu Dvořákovi. TMŽ uspěla ve výběrovém řízení, kterého se účastnili 4 zájemci. Společnost chtěla v úseku v úseku Žacléř – Lampertice provozovat od letní sezony 2023 jako turistickou atrakci šlapací drezíny, podobné jako na trati v Ratíškovicích. S obnovou pravidelného provozu nepočítal, nevylučoval ale příležitostné jízdy. Provozovatelem dráhy na tomto úseku je od 1. srpna 2023 společnost Railway Capital. V roce 2024 společnost TMŽ od projektu šlapacích drezín ustoupila kvůli nevyhovujícímu sklonu trati. Namísto toho přišla s plánem oživit trať příležitostnými zážitkovými vlaky. Hlavním provozovatelem na trati se stal turnovský Kolej-klub. Ve staniční budově v Žacléři je v plánu ve spolupráci s městem Žacléř vytvořit muzeum trati.

## Provoz na trati
| období jízdního řádu                             | číslo tratě a provozovaný úsek                               | počet vlaků v úseku         |
| ------------------------------------------------ | ------------------------------------------------------------ | --------------------------- |
| 1900                                             | 63 Königshan – Žacléř                                        | 3 Sm                        |
| 1921 léto                                        | 159 Königshan – Žacléř                                       | 6 Sm                        |
| 1928/29 zima                                     | 167 Königshan – Žacléř                                       | 5 Os                        |
| 1937/38 zima                                     | 139 Königshan – Žacléř                                       | 6 Os                        |
| 1944/45                                          | 155f Ruhbank – Landeshut – Königshan – Trautenau – Hohenelbe | 10 Os Königshan – Schatzlar |
| 1945/46                                          | 4k Königshan – Žacléř                                        | 7 Os                        |
| 1959/60                                          | 4d Trutnov – Královec – Žacléř                               | 10 Os                       |
| 1988/89                                          | 043 Trutnov – Žacléř                                         | 8 Os                        |
| 2002/03                                          | 043 Trutnov – Žacléř                                         | 6 Os                        |
| 2012/13                                          | Královec – Žacléř                                            | bez provozu – opuštěný      |
| Vysvětlivky: Sm – smíšený vlak, Os – osobní vlak |                                                              |                             |

## Navazující tratě
- Železniční trať Trutnov–Sędzisław

## Stanice a zastávky

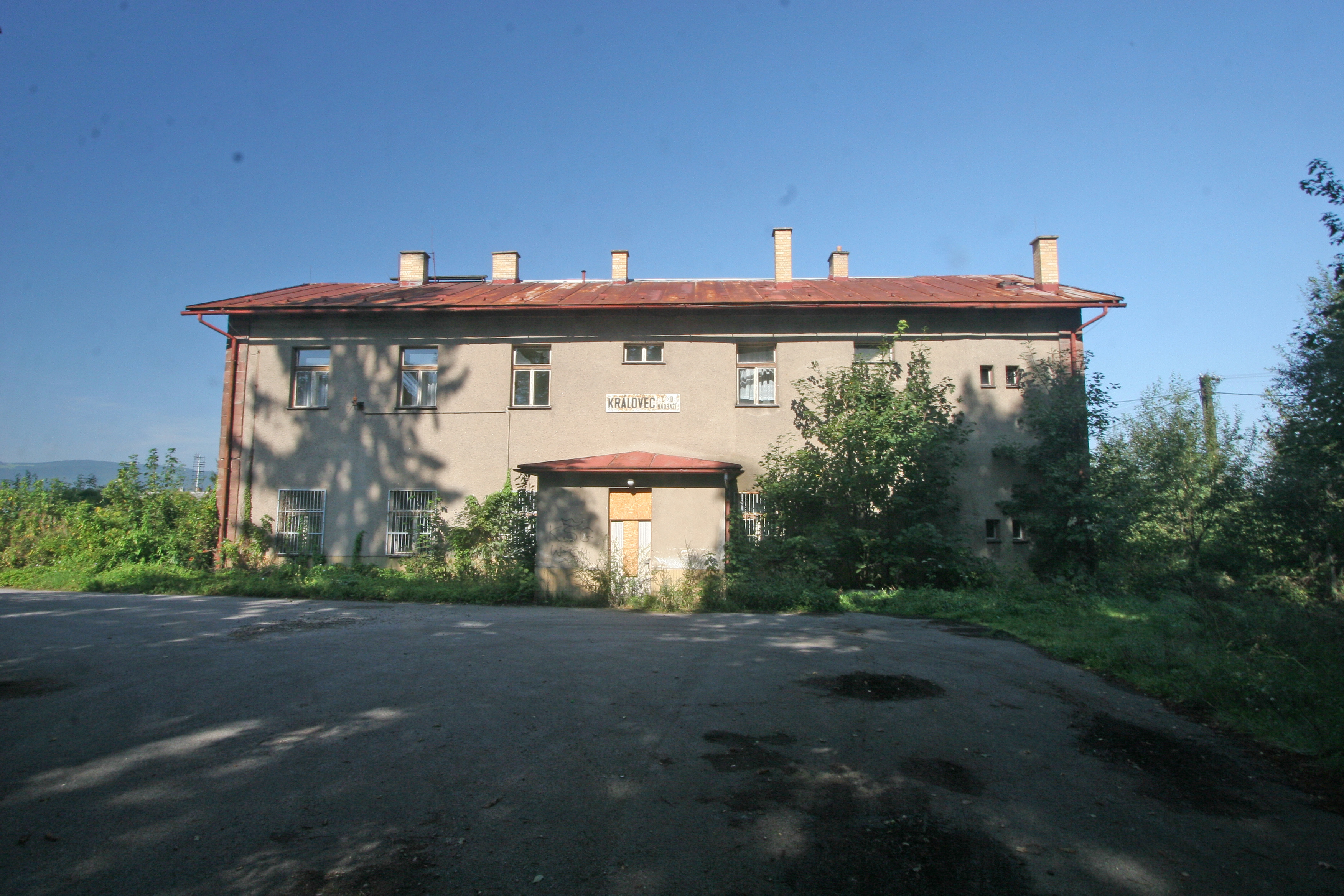
Královec
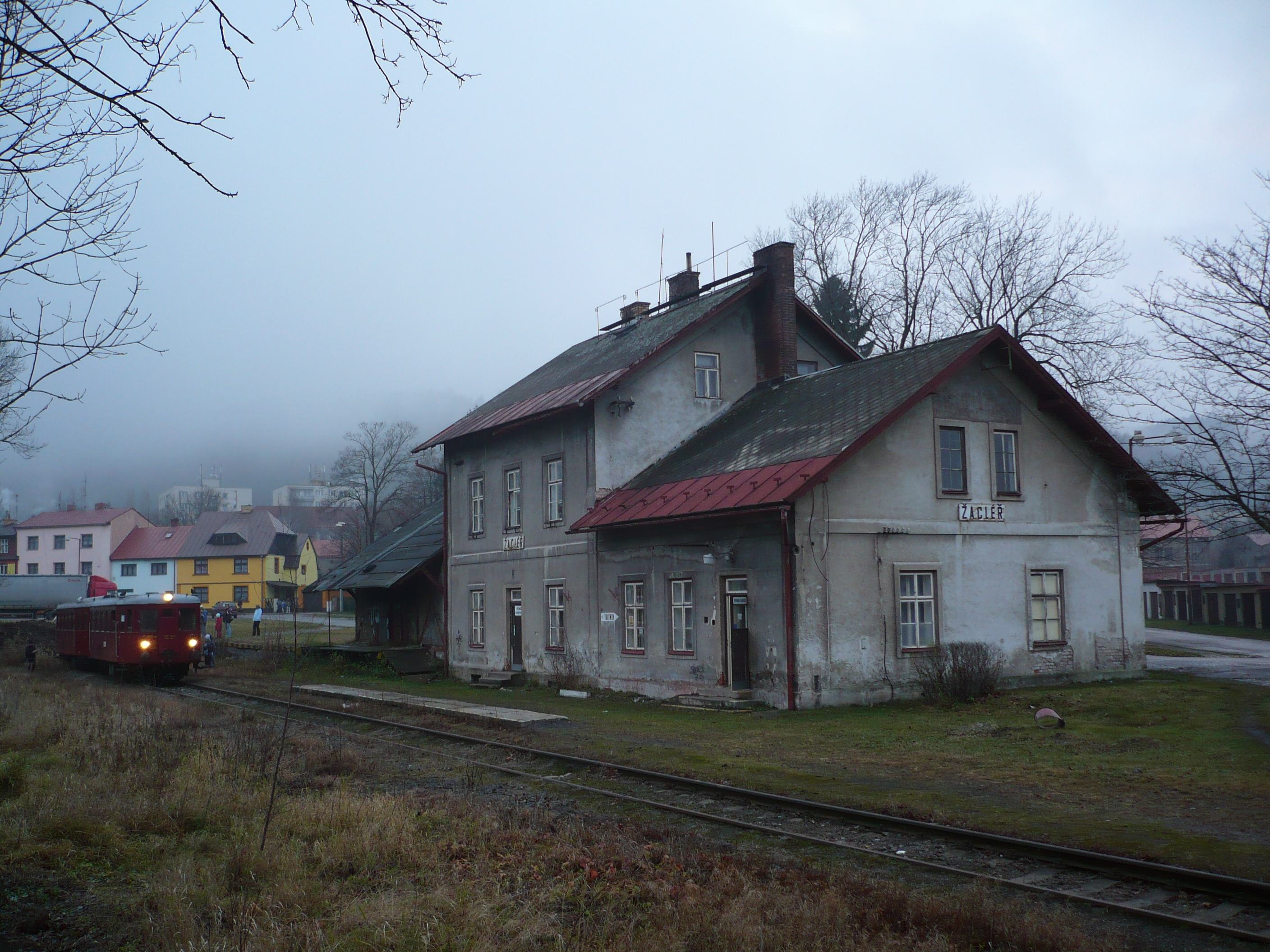
Žacléř